# Barycheloides
Barycheloides és un gènere d'aranyes migalomorfes, de la família dels bariquèlids (Barychelidae). Fou descrita el 1994 per Robert Raven. L'any 2016 estaven reconegudes 5 espècies, totes de Nova Caledònia.
- Barycheloides alluviophilus Raven, 1994
- Barycheloides chiropterus Raven, 1994
- Barycheloides concavus Raven, 1994
- Barycheloides rouxi (Berland, 1924)
- Barycheloides rufofemoratus Raven, 1994